# Alencar Pereira
Alencar Chagas Pereira (* 18. Februar 1999 in São José do Rio Preto) ist ein brasilianischer Leichtathlet, der sich auf den Hammerwurf spezialisiert hat.

## Sportliche Laufbahn
Erste internationale Erfahrungen sammelte Alencar Pereira im Jahr 2016, als er bei den U18-Südamerikameisterschaften in Concordia mit einer Weite von 74,39 m die Silbermedaille mit dem leichteren 5-kg-Hammer gewann. Im Jahr darauf siegte er mit dem 6-kg-Hammer mit 71,42 m bei den U20-Südamerikameisterschaften in Leonora und gewann bei den U20-Panamerikameisterschaften in Trujillo mit 67,14 m die Bronzemedaille. 2019 besuchte er das Barton College in den Vereinigten Staaten und begann anschließend ein Studium an der University of Georgia. 2021 siegte er mit 69,81 m bei den U23-Südamerikameisterschaften in Guayaquil sowie anschließend mit 69,78 m bei den erstmals ausgetragenen Panamerikanischen Juniorenspielen in Cali. 2023 belegte er bei den Südamerikameisterschaften in São Paulo mit 65,87 m den fünften Platz und gelangte anschließend bei den Panamerikanischen Spielen in Santiago de Chile mit 70,54 m auf Rang neun. Im Jahr darauf belegte er bei den Ibero-Amerikanischen Meisterschaften in Cuiabá mit 67,69 m den neunten Platz und 2025 gelangte er bei den Südamerikameisterschaften in Mar del Plata mit 71,99 m auf den vierten Platz. 
2023 wurde Pereira brasilianischer Meister im Hammerwurf.